# Veneziamestre Rugby 1986 2005-2006

## Super 10 2005-06

### Stagione regolare
| Incontro                        | Andata | Ritorno |
| ------------------------------- | ------ | ------- |
| Veneziamestre — Amatori Catania | 22-20  | 16-48   |
| Benetton — Veneziamestre        | 57-7   | 24-9    |
| Veneziamestre — L’Aquila        | 13-20  | 20-26   |
| Petrarca — Veneziamestre        | 51-7   | 12-26   |
| Veneziamestre — GRAN Parma      | 21-23  | 20-17   |
| Calvisano — Veneziamestre       | 55-21  | 27-22   |
| Veneziamestre — Parma           | 18-21  | 5-49    |
| Viadana — Veneziamestre         | 36-13  | 23-18   |
| Veneziamestre — Rovigo          | 20-25  | 28-19   |

#### Risultati della stagione regolare
| Posizione | G  | V | N | P  | PF  | PS  | DP   | B | Pt |
| --------- | -- | - | - | -- | --- | --- | ---- | - | -- |
| 10ª       | 18 | 4 | 0 | 14 | 306 | 553 | -247 | 8 | 24 |

## Coppa Italia 2005-06

### Prima fase
| Incontro                  | Risultato |
| ------------------------- | --------- |
| Veneziamestre — Calvisano | 13-24     |
| L’Aquila — Veneziamestre  | 27-15     |

#### Risultati della prima fase
| Posizione | G | V | N | P | PF | PS | DP  | B | Pt |
| --------- | - | - | - | - | -- | -- | --- | - | -- |
| 3ª        | 2 | 0 | 0 | 2 | 28 | 51 | -23 | 0 | 0  |